# Gerrit Abraham van Engelen

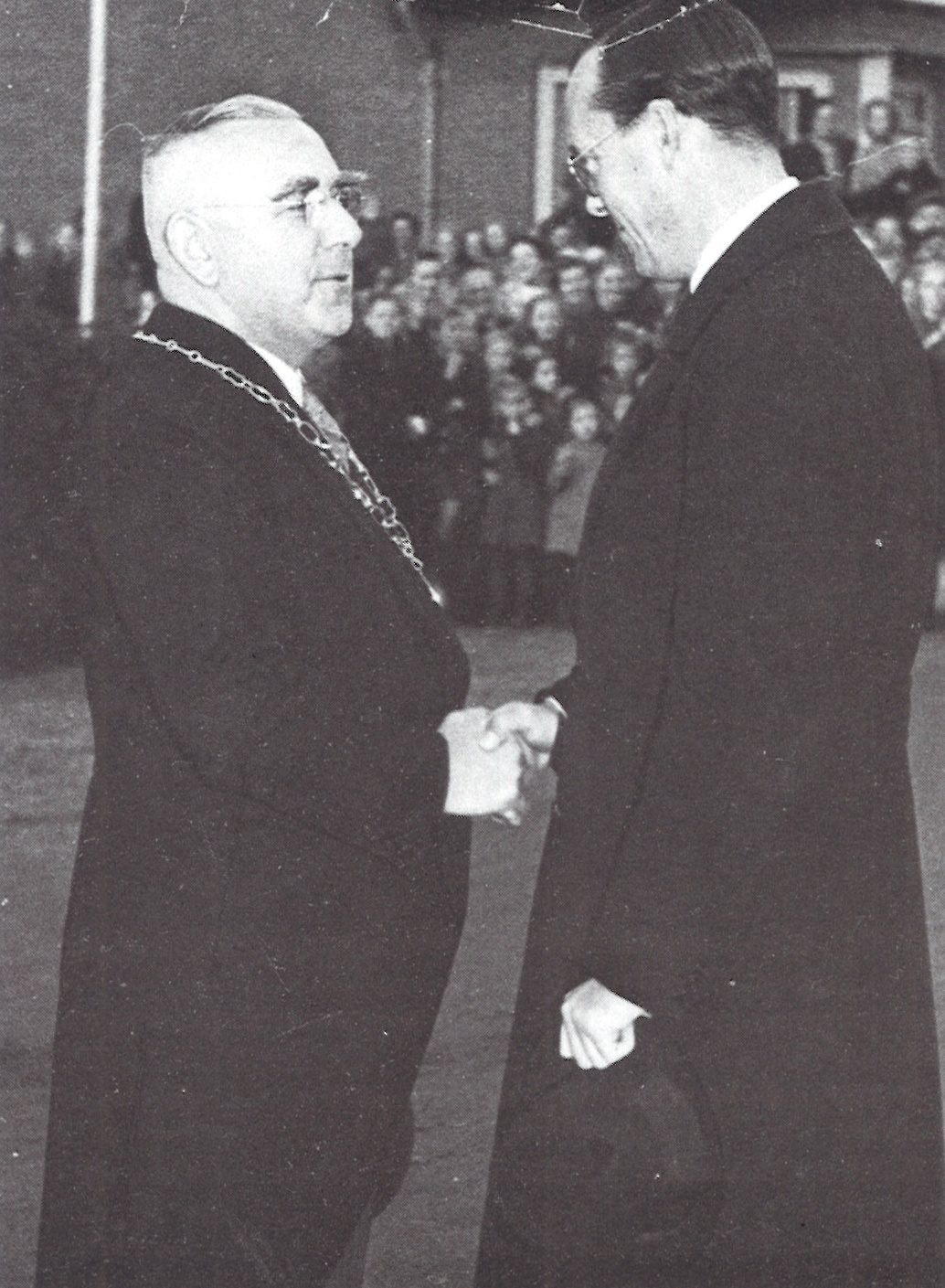
Gerrit Abraham van Engelen en Z.K.H. prins Bernhard (12 oktober 1949)

Gerrit Abraham van Engelen (Zalk, 24 februari 1891 – IJsselmuiden, 15 juli 1982), in de volksmond "Gait Abram" genoemd, was een Nederlands politicus voor de SGP.
Gerrit Abraham van Engelen was een zoon van Hermanus van Engelen (landbouwer) en Jakobje van de Beld. In september 1931 werd Van Engelen raadslid en vanaf 1935 tot en met 1937 wethouder en Loco-burgemeester van de gemeente IJsselmuiden. In 1937 installeerde hij jhr.mr. M.L. Quarles van Ufford als burgemeester van de nieuwe samengevoegde gemeente IJsselmuiden. Toen in november 1943 burgemeester jhr. mr. Maurits Lodewijk Quarles van Ufford kinderverlamming kreeg en 4 maanden later overleed, nam van Engelen diens taken waar. In 1944 weigerde hij om de bevolking van IJsselmuiden in te zetten voor werkzaamheden voor de bezetter en dook met familie op 15 september 1944 en met een deel van het secretariepersoneel onder. Tevens verduisterde hij de sleutels van de gemeentelijke kluis, waarin zich het nodige gevoelige materiaal bevond. November 1944 werd het bevolkingsregister in zakken en melkbussen onder een hooiberg in Wilsum begraven. Hierop stond de doodstraf en als represaillemaatregel staken de bezetters zijn huis aan de Nieuweweg 76 in IJsselmuiden op 29 september 1944 in brand. Na de bevrijding op 16 april 1945 werd Van Engelen aangesteld als waarnemend burgemeester om vervolgens per 26 februari 1946 officieel te worden benoemd tot burgemeester van IJsselmuiden. Hij bleef dit tot zijn pensionering per 1 maart 1956.
Van Engelen trouwde op 21 november 1912 in IJsselmuiden met Aaltje Holtland. Zij kregen drie kinderen, van wie de oudste zoon op 11-jarige leeftijd overleed. In 1957 werd de naam van de Nieuweweg in IJsselmuiden gewijzigd in de Burgemeester Van Engelenweg. Van Engelen werd 91 jaar. Hij ligt begraven op begraafplaats "De Zandberg" in IJsselmuiden.